# Cesta do pravěku
Cesta do pravěku je český fantastický film režiséra Karla Zemana z roku 1955, inspirovaný ilustracemi Zdeňka Buriana, které vytvořil s pomocí vědecké konzultace s paleontologem Josefem Augustou.

## Příběh
Čtveřice chlapců Petr, Jirka, Toník a Jenda se na pramici vydá proti proudu Řeky času na fantastickou výpravu do pravěku Země. Putují postupně přes mladší čtvrtohory (vč. doby ledové), dále třetihory, druhohory a prvohory až k silurskému moři (kde se setkávají s živým trilobitem). Na své objevné plavbě poznávají klima a ekosystémy v jednotlivých epochách Země, pravěká zvířata i rostlinstvo, a zažijí nejedno dobrodružství.

## Obsazení
- Vladimír Bejval jako Jirka
- Petr Herrmann jako Toník
- Josef Lukáš jako Petr
- Zdeněk Husták jako Jenda
- Bedřich Šetena jako vypravěč / hlas Petra

## Produkce
Představitele hlavních rolí filmaři hledali na základních školách. Josefa Lukáše našli při výběru na osmileté škole Na Pražačce (v Praze na Žižkově), Zdeněk Husták byl vybrán podobně ve Zlíně. Nejmladší Vladimír Bejval hrál již dříve ve filmech Pyšná princezna, Honzíkova cesta a Haškovy povídky ze starého mocnářství. Také Petr Herrmann měl filmovou zkušenost. Za jeden natáčecí den každý obdržel honorář 400 korun.
Film je kromě dobrodružné, výtvarné a trikové stránky oceňován též pro svou vysokou vzdělávací hodnotu a vědeckou korektnost (v dané době), danou zejména spoluprací tvůrců s předním českým paleontologem Josefem Augustou. Exteriéry filmu byly natáčeny na slovenské řece Váh, přehradě Souš, u Strmilova na Jindřichohradecku, na zlínské přehradě a na ostrově Rujána v tehdejším východním Německu. Naopak občas uváděná lokalita Osypané břehy u jihomoravského Bzence je málo pravděpodobná.
V roce 1966 vznikla pod názvem Journey to the Beginning of Time upravená americká verze, kterou realizoval producent William Cayton. Snímek byl nadabován do angličtiny, ale především nechal Cayton režisérem Fredem Laddem natočit odlišný úvod a závěr, vystříhat záběry na česky psaný deník a doplnit některé odborné komentáře. Nově natočené části se čtyřmi americkými dětskými herci (James Lucas, Victor Betral, Peter Hermann, Charles Goldsmith), kteří byli zabírání pouze zezadu, se odehrávají v Americkém přírodovědném muzeu. Původní česká verze byla v USA uvedena až ve druhé polovině 60. let 20. století.

## Pravěcí živočichové ve filmu
- mamut (čtvrtohory)
- srstnatý nosorožec (čtvrtohory)
- Smilodon (čtvrtohory)
- Uintatherium (třetihory)
- Phorusrhacos (třetihory)[10]
- Edmontosaurus, ve filmu uveden pod dnes již neplatným vědeckým jménem Trachodon (druhohory)
- Pteranodon (druhohory)
- Brontosaurus (druhohory)
- Stegosaurus (druhohory)
- Struthiomimus (druhohory)
- Styracosaurus (druhohory)
- Ceratosaurus (druhohory)
- Meganeura (prvohory)
- krytolebec (prvohory)
- trilobit (prvohory)

## Nepřesnosti
Film je z pochopitelných důvodů poplatný paleontologickým znalostem z poloviny 20. století, proto mu nelze nic faktického vytýkat a porovnávat jej s novějšími snímky. Přehled je to nicméně zajímavý a výmluvně ukazuje, jak se naše poznání pravěkého světa neustále vyvíjí. I přes výrazný posun ve znalostech o některých skupinách pravěkých živočichů (jako jsou dinosauři) za posledních sedm desetiletí však byly mnohé aspekty jejich vzezření (velikost, tvar těla apod.) ve filmu zobrazeny víceméně správně.

## Ohlasy
Film byl vyznamenán na Mezinárodním festivalu v Benátkách a v Mannheimu roku 1959, prodal se do 72 zemí. Jak si posteskla Zemanova dcera Ludmila, film překračuje mnohdy hranice „na černo“. Film měl velký úspěch v zahraničí, především v NDR, USA a Japonsku. Jenom v New Yorku ho promítalo 96 kin najednou, to se žádnému tuzemskému režisérovi před tím ani po tom už nepodařilo. Film je podle serveru Kinobox nejlepším českým sci-fi filmem všech dob.
O snímku se zmínil i Steven Spielberg, řekl že jeho kvalita je vzhledem k době vzniku neuvěřitelná. V jeho filmu Jurský park také můžeme vidět velmi podobnou scénu, kdy ohledávání nemocného dinosaura rodu Triceratops mělo za cíl dostat protagonisty co nejblíže k dinosaurovi na plátně. V roce 2019 byl film digitálně restaurován.

## Zajímavosti
Podle publicisty Ivana Adamoviče byla pro film literární předlohou pravděpodobně kniha V pravěkém světě z roku 1927 od Arnošta Cahy. V titulcích filmu to však uvedeno není. Jde o první z řady světově uznávaných filmů Karla Zemana. Komentář k filmu a roli Petra namluvil Bedřich Šetena.